# Маарат-ель-Бейда
Маарат-ель-Бейда (англ. Maaret Elbeida, араб. معرة البيضة) — поселення в Сирії, що складає невеличку друзьку общину в нохії Аль-Масмія, яка входить до складу мінтаки Ес-Санамейн в південній сирійській мухафазі Дара.